# Manneville-la-Raoult
Manneville-la-Raoult é uma comuna francesa na região administrativa da Normandia, no departamento de Eure. Estende-se por uma área de 7,3 km². Em 2010 a comuna tinha 516 habitantes (densidade: 70,7 hab./km²).